# Super Bowl XXIV
Super Bowl XXIV var den 24. udgave af Super Bowl, finalen i den amerikanske football-liga NFL. Kampen blev spillet 28. januar 1990 i Louisiana Superdome i New Orleans og stod mellem San Francisco 49ers og Denver Broncos. 49ers vandt 55-10, hvilket både er den største sejr i Super Bowls historie, og 49ers 55 point er samtidig er det højeste antal point scoret af et hold i en Super Bowl nogensinde. Sejren var 49ers fjerde Super Bowl sejr gennem tiden.
Kampens MVP (mest værdifulde spiller) blev 49ers quarterback Joe Montana.
| NFL | Spire Denne artikel om NFL er en spire som bør udbygges. Du er velkommen til at hjælpe Wikipedia ved at udvide den. |